# William J. Morgan
William James Morgan (* 16. Oktober 1840 in Peterborough, Ontario; † 5. September 1900 in Albany, New York) war ein US-amerikanischer Offizier, Zeitungsredakteur und Politiker.

## Werdegang
William James Morgan kam mit zehn Jahren in die Vereinigten Staaten. Er besuchte öffentliche Schulen in Buffalo (New York). Bei Ausbruch des Bürgerkrieges verpflichtete er sich als Private in der 116. Volunteer Infantry und kämpfte bei der Belagerung von Port Hudson und der Schlacht am Cedar Creek. Morgan wurde mehrere Male verwundet. 1864 schied er mit dem Dienstgrad eines Brevet-Lieutenant Colonels der Volunteers aus der Armee aus. Er kehrte dann nach Buffalo (New York) zurück. 1869 trat er der Redaktion von The Buffalo Commercial bei, wo er die nächsten 20 Jahre tätig war. Der Gouverneur von New York Alonzo B. Cornell ernannte ihn 1880 zum Kanalsachverständigen. Er wurde später Vorsitzender im Canal Board. Der Präsident Benjamin Harrison ernannte ihn zum Collector of Customs im Port of Buffalo. Der New York State Comptroller James A. Roberts ernannte ihn 1894 zum Deputy Comptroller. Bei den Wahlen im Jahr 1898 wurde Morgan zum New York State Comptroller gewählt. Er verstarb am Tag seiner Wiedernominierung durch die Republican State Convention.